# ケン・ピシ
ケン・ピシ（Ken Pisi、1989年2月24日 - ）は、サモアのラグビーユニオン選手。

## プロフィール
- サモア・アピア出身[1]。
- ポジションはウィング(WTB)。
- 身長 183cm、体重 87kg
- 兄のトゥシ・ジョージもラグビー選手(元サモア代表)[2]。
- U20ニュージーランド代表に選ばれたことがある。
- ラグビーワールドカップセブンズ2013の7人制サモア代表に選ばれたことがある[3]
- サモア代表キャップは13（2025年4月現在）でラグビーワールドカップ2015のサモア代表に選ばれた[4]。

## 略歴
ノースハーバーを経て、2012年、ノーサンプトン・セインツに加入。